# Vorarlberger Fußballverband
Der Vorarlberger Fußballverband (VFV) wurde am 4. Juli 1920 gegründet und ist die Dachorganisation aller Fußballvereine in Vorarlberg. Der Verband ist ordentliches Mitglied des Österreichischen Fußball-Bundes (ÖFB) und hat seine Satzungen dem ÖFB unterstellt. Der Sitz des Vorarlberger Fußballverbandes ist in Hohenems.

## Geschichte
Historisch geht der Vorarlberger Fußballverband aus dem Alpenländischen Fußballverband hervor. Der Alpenländische Fußballverband umfasste die heutigen Regionen Tirol und Vorarlberg. Im September 1919 wurde in Tirol der Gauverband Tirol des Alpenländischen Fußballverbandes gegründet, Vorarlberg gründete einen eigenständigen Verband. Der Alpenländische Fußballverband wurde aufgelöst.
Der Vorarlberger Fußballverband wurde am 4. Juli 1920 im „Hotel Rhomberg“ in Dornbirn von sechs Vereinen gegründet
- FC Lustenau 07,
- FC Dornbirn 1913,
- Turnerbund Lustenau,
- FC Bregenz,
- FC Bludenz und
- TV Jahn Lustenau.

Als erster Präsident wurde Gebhard Grabher aus Lustenau gewählt. In dieser Sitzung wurde auch der FC Hag Lustenau als neuer Verein aufgenommen.

## Organisation

### Verbandspräsidium
Das Verbandspräsidium bildet der Präsident und den drei Vizepräsidenten aus den Ausschüssen Organisation, Sport und Spielbetrieb. Ihnen zur Seite gestellte werden eine Geschäftsführer und ein Sportdirektor.

#### Präsident
An der Spitze des Verbandes steht derzeit Horst Lumper als Präsident. Zusammen mit dem Geschäftsführer und den Vizepräsidenten aus den Ausschüssen Organisation, Finanzen, Sport und Spielbetrieb bildet er den Vorstand.
Präsidenten des Vorarlberger Fußballverbandes:
| - 1920–1921: Gebhard Grabher - 1921–1923: Oswald Achatz - 1923–1924: Arthur Grahammer - 1924–1925: Oswald Achatz - 1926: Quido Tarabocchia | - 1927: Robert Vogel - 1928–1932: Oswald Achatz - 1932–1936: Johann Fesenmayr - 1937–1938: Oswald Achatz - 1945–1972: Willy Bösch | - 1973–1991: Hugo Häusle - 1991–1998: Albert Götze - 1998–2006: Karlheinz Kopf - seit 2006: Horst Lumper |

#### Bereich Organisation
Der Bereich Organisation setzt sich aus den Gebieten Finanzen, Marketing und Infrastruktur.

#### Bereich Spielbetrieb
Der Bereich Spielbetrieb beinhaltet Kampfmannschaften und RL West - Kommission.

#### Bereich Sport
Der Bereich Sport deckt die AKA Vorarlberg, den Spielbetrieb für den Nachwuchs, Mädchen- und Frauenfußball und Aus- und Weiterbildung für Trainer ab.

### Verbandsvorstand
Der Verbandsvorstand setzt sich mit folgenden Agenten zusammen:
- STRUMA
- SR-Kollegium
- Referat für Schulfußball und Frauenreferentin
- Unteres Rheintal (Kampfmannschaft)
- Oberes Rheintal (Kampfmannschaft)
- Walgau/Montafon (Kampfmannschaft)
- Bregenzerwald (Kampfmannschaft)
- Frauenligen
- Unteres Rheintal (Nachwuchs)
- Oberes Rheintal (Nachwuchs)
- Walgau/Montafon (Nachwuchs)
- Bregenzerwald (Nachwuchs)

### Ausschüsse im Vorarlberger Fußballverband
Die bestehenden Ausschüsse im Vorarlberger Fußballverband in alphabetischer Reihenfolge
- Finanzausschuss
- Frauen- und Mädchenausschuss
- IBFV-Kommission
- Rechnungsprüfer
- Rechtsausschuss
- Protestkomitee
- Regionalliga-West-Kommission
- Schiedsrichterausschuss
- Spielausschuss Kampfmannschaften
- Spielausschuss Nachwuchs
- Sportplatzkommissionierung
- Sportplatzbau- und Infrastrukturkommission
- Straf-, Kontroll-, Melde- und Beglaubigungsausschuß (STRUMA)

### Geschäftsstelle
Der Geschäftsführer des Vorarlberger Fußballverbandes:
- 1947/48–1968: Alexander Begle
- 1968–1998: Erich Vetter
- seit 1998: Horst Elsner

### Vorarlberger Schiedsrichterkollegium
Das Vorarlberger Schiedsrichterkollegium (VSK) hat sich die Aufgabe gestellt, die Qualität bzw. die Leistung der Schiedsrichter in Vorarlberg zu verbessern und den Schiedsrichternachwuchs gezielt zu fördern. Aktueller Obmann ist Nikolaus Baumann (seit 2009). Das Kollegium besteht aktuell aus rund 150 Mitgliedern (aktiv und passiv).

## Fußballbewerbe

### Meisterschaft für Kampfmannschaft (Herren)
Der Vorarlberger Fußballverband führt Meisterschaften in acht Leistungsstufen durch.
| Leistungsstufe | Leistungsstufe | Liga                      | Teams     |
| Österreich     | Vorarlberg     | Liga                      | Teams     |
| -------------- | -------------- | ------------------------- | --------- |
| 3.             | 1.             | Eliteliga Vorarlberg FJD  | 10 Teams  |
| 4.             | 2.             | Vorarlberg-Liga           | 16 Teams  |
| 5.             | 3.             | Landesliga                | 14 Teams  |
| 6.             | 4.             | 1. Landesklasse           | 14 Teams  |
| 7.             | 5.             | 2. Landesklasse           | 14 Teams  |
| 8.             | 6.             | 3. Landesklasse           | 14 Teams  |
| 9.             | 7.             | 4. Landesklasse           | 14 Teams  |
| 10.            | 8.             | 5. Landesklasse Unterland | 9 Teams   |
| 10.            | 8.             | 5. Landesklasse Oberland  | 10 Teams  |
| Gesamt         | Gesamt         | Gesamt                    | 115 Teams |

Insgesamt spielen ca. 115 Teams in den Leistungsstufen.

### Meisterschaft für Kampfmannschaft (Frauen)
Der Vorarlberger Fußballverband führt Meisterschaften in einer Leistungsstufe durch. In der Saison 2022/23 sind dies:
| Leistungsstufe | Leistungsstufe | Liga                   | Teams    |
| Österreich     | Vorarlberg     | Liga                   | Teams    |
| -------------- | -------------- | ---------------------- | -------- |
| 3.             | 1.             | Frauen Vorarlberg-Liga | 7 Teams  |
| 4.             | 2.             | Frauen Landesliga      | 4 Teams  |
| Gesamt         | Gesamt         | Gesamt                 | 11 Teams |

### Meisterschaft im Nachwuchsbereich
Im Nachwuchsbereich gibt es Meisterschaften für U7- bis U18-Mannschaften.

### Vorarlberger Cup
Der Vorarlberger Fußballverband richtet auch einen Cupbewerb aus. Der Vorarlberger Cup trägt aktuell nach dem Bewerbssponsor den Namen VFV-Toto-Cup der Herren. Die beiden Finalisten erhalten einen Fix-Startplatz in der 1. Hauptrunde des ÖFB-Cups. Der VFV-Cup wurde schon 1925 das erste Mal durchgeführt.

### Vorarlberger Cup Frauen
Seit 1999/2000 tragen die Frauenteams unter dem Vorarlberger Fußballverband einen Pokalbewerb aus. Zurzeit trägt er unter Berücksichtigung des Bewerbssponsors den Namen VFV-Toto-Cup der Frauen. Von 1999/2000 – 2016/2017 durften alle Teams an diesem Wettbewerb teilnehmen. Ausgeschlossen ist seit 2017/18 die Kampfmannschaft des FFC Vorderland bzw. 20 Spielerinnen deren Kaders exkl. der Torfrauen. Der Gewinner des Pokalbewerbes bekommt einen Fix-Startplax in der 1. Hauptrunde des ÖFB Ladies Cup.

## Teams in den Ligen
In der Saison 2021/22 spielen folgende Teams in österreichischen Ligen
Herren
- Bundesliga
  - SCR Altach
- 2. Liga
  - SC Austria Lustenau
  - FC Dornbirn
- Regionalliga West
  - VfB Hohenems
  - SC Admira Dornbirn

Frauen
- ÖFB Frauen-Bundesliga
  - FC Lustenau/FC Dornbirn Ladies
  - FFC Vorderland
- 2. Liga
  - RW Rankweil